# Headin' North (film 1930)
Headin' North è un film del 1930 diretto da John P. McCarthy.

## Produzione
Il film fu prodotto dalla Trem Carr Pictures.

## Distribuzione
Il copyright del film, richiesto dalla Tiffany Productions, Inc., fu registrato il 15 novembre 1930 con il numero LP1748.
Distribuito dalla Tiffany Productions, il film uscì nelle sale cinematografiche USA il 1º novembre 1930.